# 索基林齊 (喬爾特基夫區)
48°56′55″N 26°12′17″E / 48.94861°N 26.20472°E
索基林齊（烏克蘭語：Сокиринці）是位於烏克蘭西部泰爾諾皮爾州裏喬爾特基夫區的村莊，面積1.27平方公里，2001年人口218，人口密度每平方公里199.2人。